# Ferencváros
Ferencváros är Budapests nionde distrikt (Budapest IX. kerület). Fotbollsklubben Ferencváros TC kommer därifrån.